# Macarena (película)
Macarena es una película de España, dirigida por Luis Ligero y Antonio Guzmán Merino en 1944, y protagonizada por Miguel Ligero, Juana Reina y Ricardo Acero. 

## Argumento
Historia de amor salpicada con incidentes de humor y musicales. Uno de los más importantes éxitos de la actriz y cantante Juanita Reina.

## Reparto
- Juanita Reina como Macarena.
- Miguel Ligero como José Bonito.
- Ricardo Acero como Manolo.